# Bactrocera bidentata
Bactrocera bidentata är en tvåvingeart som först beskrevs av May 1963.  Bactrocera bidentata ingår i släktet Bactrocera och familjen borrflugor. Inga underarter finns listade.